# Монтезабинезе
Монтезабинезе (итал. Montesabinese) је насеље у Италији у округу Л'Аквила, региону Абруцо.
Према процени из 2011. у насељу је живело 19 становника. Насеље се налази на надморској висини од 814 м.